# Georgia Destouni

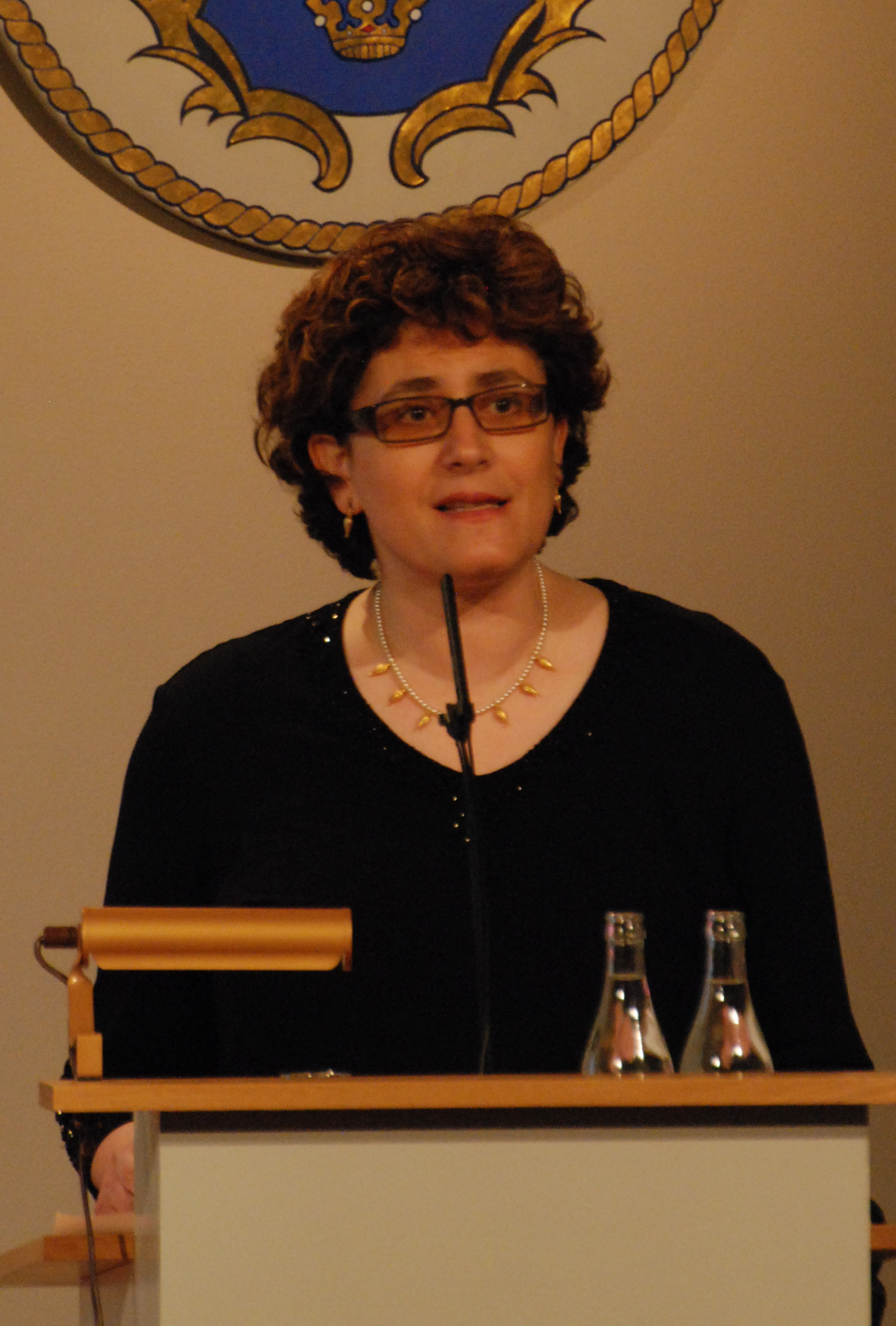
Georgia Destouni

Georgia "Gia" Destouni, född 26 januari 1961 i Ioannina, Grekland, är en svensk hydrolog.
Destouni studerade vid Kungliga Tekniska högskolan (KTH) där hon 1987 blev civilingenjör i väg- och vattenbyggnad och 1991 disputerade i vattenbyggnad. 1992-1998 hade hon en forskartjänst vid Naturvetenskapliga forskningsrådet, 1993 blev hon docent i teknisk hydrologi vid KTH och 1994 var hon gästforskare vid University of Florida i Gainesville. 1998-1999 var hon universitetslektor i teknisk hydrologi vid KTH och 1999-2005 professor i samma ämne vid KTH. 2003-2005 var hon gästprofessor vid Stockholms universitet parallellt med professuren vid KTH, och sedan 2005 är hon professor i hydrologi, hydrogeologi och vattenresurser vid Stockholms universitet.
Hennes forskning har bland annat gällt grundvatten, utbyte av färskvatten och saltvatten i kustnära områden och miljöpåverkan orsakad av gruvdrift.
Destouni invaldes 2003 som ledamot av Kungliga Vetenskapsakademien, och var den första kvinna som invaldes i klassen för geovetenskaper. 2003 invaldes hon också som ledamot av Ingenjörsvetenskapsakademien. Sedan 2008 är hon styrelseledamot av Östersjöstiftelsen. 2013-2016 var Destouni huvudsekreterare för forskningsrådet Formas. 

## Priser och utmärkelser
Destouni delades Sigge Thernwalls pris 2020.  